# Orascom Development Egypt
Orascom Development Egypt (früher Orascom Hotels & Development S.A.E. (OHD)) ist eine ägyptische Hotelgruppe und wird geleitet von Samih Sawiris, einem der Söhne von Onsi Sawiris. Sie unterhält Hotels in Ägypten, Jordanien und den Vereinigten Arabischen Emiraten.
2006 verkündete Samih Sawiris, dass er beabsichtige, 500 Mio. Dollar in das Wintersportgebiet Andermatt in der Schweiz zu investieren. Mit der Initiierung des Andermatt-Projektes und der Gründung der Orascom Development Holding AG wurde der Hauptsitz der Gruppe im März 2008 nach Altdorf in der Schweiz verlegt. Im Mai 2008 wurde das neue Unternehmen durch einen IPO an die Börse gebracht. Der Börsengang beinhaltete auch eine Umtauschofferte für die bisherigen Aktionäre der Orascom Hotels and Development, welche fortan als Tochtergesellschaft der Orascom Development Holding geführt und 2017 umfirmiert wurde zur Orascom Development Egypt.
Seit 1998 sind die Aktien der Gesellschaft an der ägyptischen Börse notiert. Im Januar 2019 wurden die Aktien der Orascom Development Egypt (ODE) in den EGX 30 Index aufgenommen.